# لی جو هو
لی جو هو (انگلیسی: 이주호؛ زادهٔ ۱۷ فوریه ۱۹۶۱) اقتصاددان اهل کره جنوبی است که از مه تا ژوئن ۲۰۲۵ به عنوان رئیس‌جمهور موقت  نخست‌وزیر موقت کره جنوبی فعالیت می‌کرد. او از مه ۲۰۲۵ تا انتخاب نخست‌وزیر جدید، نخست‌وزیر موقت است؛ همچنین او از سال ۲۰۲۲ سمت‌های معاون نخست‌وزیر و وزیر آموزش را نیز بر عهده دارد.
لی استاد دانشکده سیاست‌گذاری عمومی و مدیریت کی‌دی‌آی است. از اول مه ۲۰۲۵، پس از استیضاح رئیس‌جمهور یون سوک یول، استعفای نخست‌وزیر هان دوک سو و سپس استعفای وزیر اقتصاد چوی سانگ موک، لی جو هو به‌طور هم‌زمان سمت‌های رئیس‌جمهور موقت، نخست‌وزیر موقت، معاون نخست‌وزیر و وزیر آموزش و پرورش را بر عهده داشت.پس از انتخابات ریاست‌جمهوری کره جنوبی در سال ۲۰۲۵ و انتخاب لی جه میونگ به عنوان رئیس‌جمهور کره جنوبی تا انتخاب نخست‌وزیر جدید، لی به عنوان نخست‌وزیر موقت فعالیت خواهد کرد.

## اوایل زندگی
لی جو هو در ۱۷ فوریه ۱۹۶۱ در شهرستان چیل‌گوک، استان گیونگ‌سانگ شمالی، کره جنوبی به دنیا آمد. او دارای سه مدرک دانشگاهی در رشتهٔ اقتصاد است: کارشناسی و کارشناسی ارشد از دانشگاه ملی سئول و دکترای اقتصاد از دانشگاه کرنل در ایالات متحده آمریکا.

## حرفه
لی پیش از ورود به سیاست، استاد مؤسسه توسعه کره بود و در سال ۲۰۰۴ به عنوان نماینده نسبی وارد هفدهمین دوره مجلس ملی کره جنوبی شد. در ژانویه ۲۰۰۹، در دولت لی میونگ باک به سمت معاون اول وزیر آموزش، علوم و فناوری منصوب شد و از سال ۲۰۱۰ تا ۲۰۱۳ نیز به عنوان وزیر این وزارتخانه فعالیت کرد. او بار دیگر در سال ۲۰۲۲، در دولت یون سوک یول به عنوان وزیر آموزش منصوب شد.
در دوران وزارت خود، لی مسئول اجرای چندین تغییر کلیدی در نظام آموزشی بود. او برنامه مدرسه نول‌بوم را راه‌اندازی کرد که مراقبت‌های بعد از مدرسه را به صورت رایگان برای دانش‌آموزان ابتدایی ارائه می‌داد. همچنین تلاش‌هایی برای افزایش ظرفیت پذیرش دانشکده‌های پزشکی به میزان ۲۰۰۰ صندلی انجام داد که در نهایت ناکام ماند. از دیگر اقدامات او، حمایت از استفاده از کتاب‌های درسی دیجیتال، به‌ویژه کتاب‌های مبتنی بر هوش مصنوعی بود که در سال تحصیلی جاری معرفی شدند.
در ۲ مه ۲۰۲۵، لی جو هو پس از استعفای ناگهانی رئیس‌جمهور و نخست‌وزیر موقت پیشین، هان دوک سو و معاون نخست‌وزیر، چوی سانگ موک، به‌طور هم‌زمان به مقام ریاست‌جمهوری و نخست‌وزیری موقت کره جنوبی رسید. به عنوان رئیس‌جمهور موقت، لی به ارتش دستور داد سطح آمادگی نظامی کشور را به «بالاترین وضعیت» ارتقا دهد و خواستار آمادگی دقیق و منظم برای تضمین برگزاری «منظم» و «منصفانه» انتخابات ریاست‌جمهوری در تاریخ ۳ ژوئن شد. او همچنین به کیم سون هو، وزیر دفاع موقت، دستور داد که نظارت و آمادگی نظامی را با دقت کامل دنبال کند و ارتش را در بالاترین سطح آمادگی قرار دهد تا بتواند در برابر هرگونه اقدامات تحریک‌آمیز احتمالی، «سریع و قاطع» واکنش نشان دهد. لی همچنین از همهٔ کارکنان دولت خواست که در انجام وظایف خود، انضباط کامل را حفظ کرده و پیش از انتخابات ریاست‌جمهوری، بی‌طرفی سیاسی را رعایت کنند.